# Baetis rhodani
Espèce
Baetis rhodani est une espèce d'insecte de l'ordre des éphéméroptères.
Baetis rhodani est la "mouche" de prédilection des pêcheurs à la mouche : c'est non seulement l'espèce la plus courante de son genre, mais aussi une des espèces les plus représentée dans toutes les rivières d'Europe.

## Caractéristiques physiques
- Nymphe : de 6 à 10 mm pour le corps
- Imago :
  - Corps : de 7 à 11 mm
  - Cerques : ♂ 14 à 17 mm, ♀ 16 à 18 mm
  - Ailes : ♂ 6 à 9 mm, ♀ 9 à 12 mm

## Localisation
Toutes les rivières d'Europe.

## Émergences
Le terme émergence pour signifier que la nymphe monte à la surface de l'eau pour devenir un subimago est préféré au terme couramment utilisé ''éclosion'' qui lui signifie sortir de l’œuf. Les émergences ont lieu surtout de février à avril, mais continue de manière sporadiques jusqu'à fin septembre.

Baetis rhodani semble, comme beaucoup d'espèces de son genre, avoir une préférence pour les températures basses (émergences même par temps de neige).